# Victor Campenaerts
Victor Campenaerts, född den 28 oktober 1991 i Wilrijk, är en belgisk tävlingscyklist som är specialist på tempolopp, i vilket han blev europamästare 2017 och 2018. Han har även vunnit en etapp i vardera Tour de France och Giro d'Italia. 
På bana slog Campenaerts den 16 april 2019 Bradley Wiggins timrekord (54,526 km, satt 2015) genom att tillryggalägga 55,089 km (detta rekord stod sig sedan till den 19 augusti 2022, då Daniel Bigham cyklade 459 meter längre på en timme).

## Meriter

### Landsväg
2013
 Europamästare i individuellt tempolopp för U23
 Belgisk mästare i individuellt tempolopp för U23
8:a i individuellt tempolopp för U23 vid Världsmästerskapen i landsvägscykling
8:a i Antwerpse Havenpijl
2015
Vinnare av Duo Normand (med Jelle Wallays)
2:a totalt i Tour de Wallonie
 Vinnare av ungdomstävlingen
4:a totalt i Ster ZLM Toer
5:a i individuellt tempolopp vid Belgiska mästerskapen
10:a totalt i Boucles de la Mayenne
2016
 Belgisk mästare i individuellt tempolopp
 2:a i individuellt tempolopp vid Europamästerskapen i landsvägscykling
2017
 Europamästare i individuellt tempolopp
Vinnare av etapp 3 (ITT) i Vuelta a Andalucía
2:a i individuellt tempolopp vid Belgiska mästerskapen
4:a totalt i Tour of Britain
5:a i Chrono des Nations
9:a i Brabantse Pijl
10:a i Rund um Köln
2018
 Europamästare i individuellt tempolopp
 Belgisk mästare i individuellt tempolopp
 3:a i individuellt tempolopp vid Världsmästerskapen i landsvägscykling
2019
Vinnare av etapp 7 (ITT) i Tirreno–Adriatico
2:a totalt i Tour of Belgium
Vinnare av etapp 4
4:a i individuellt tempolopp vid Belgiska mästerskapen
2020
2:a i individuellt tempolopp vid Belgiska mästerskapen
 3:a i individuellt tempolopp vid Europamästerskapen i landsvägscykling
8:a i individuellt tempolopp vid Världsmästerskapen i landsvägscykling
2021
Vinnare av etapp 15 i Giro d'Italia
3:a i individellt tempolopp vid Belgiska mästerskapen
3:a totalt i Benelux Tour
10:a i linjelopp vid Europamästerskapen i landsvägscykling
2022
Vinnare av Tour of Leuven
 Vinnare av bergspristävlingen i Tour de Wallonie
3:a i individuellt tempolopp vid Belgiska mästerskapen
3:a i Circuit Franco-Belge
4:a i Dwars door Vlaanderen
5:a totalt i Tour of Belgium
5:a i Omloop Het Nieuwsblad
6:a i Le Samyn
2023
Vinnare av Druivenkoers Overijse
Vinnare av etapp 4 (ITT) i Tour de Luxembourg
6:a i Tour of Leuven
Tour de France
 Vinnare av kombativitetstävlingen under etapperna 18, 19, samt totalt
2024
Vinnare av etapp 18 i Tour de France
6:a i individuellt tempolopp vid Europamästerskapen i landsvägscykling
9:a i individuellt tempolopp vid Världsmästerskapen i landsvägscykling

### Bana[7]
2014
3:a i individuellt förföljelselopp vid Belgiska mästerskapen
2015
2:a i individuellt förföljelselopp vid Belgiska mästerskapen
2016
 Belgisk mästare i individuellt förföljelselopp
2019
 Världsrekord i entimmescykling